# Мозайка
Мозайка (на френски: mosaïque; на италиански: mosaico от на латински: (opus) musivum – (произведение), посветено на музите) е приложно и монументално изящно изкуство състоящо се във формиране на изображение с помощта на композиране и закрепване върху повърхност (като правило – плоска) на малки парченца стъкло, керамика, камъчета и други материали.
Техниката на мозайката е известна още от древността. Така например в древен Рим мозайки са украсявали богати къщи, обществени бани и дворци. Разцветът на мозайката настъпва по време на Византийската империя. През IV век мозайките започват да се използват в християнските църкви и базилики и изобразяват предимно светци и библейски фигури.
Най-често използваният материал за стъклените мозайки е венецианското стъкло. То е много подходящо за басейни поради неподатливостта му на влиянието на микроорганизми и бактерии. Керамичната мозайка, гланцирана или матова, е най-подходяща за облицовка на стени и подове. Мраморните мозайки са едни от най-скъпите, но мраморът е сравнително мек материал и лесно се драска. Той също така се оцветява при разливане на течности върху него.